# Geçitli (Hakkâri)
Geçitli (kurd. Peyanis) ist eine kurdische Ortschaft und Hauptort eines Bucak im Zentrallandkreis der türkischen Provinz Hakkâri. Geçitli liegt in Südostanatolien auf 1.910 m über dem Meeresspiegel, ca. 22  km westlich der Provinzhauptstadt Hakkâri. Der frühere Name der Ortschaft lautete Piyanis.
In Geçitli befindet sich eine große Kaserne der Jandarma. Geçitli hatte im Jahr 2009 insgesamt 2.128 Einwohner. Die Ortschaft verfügt über eine Internatsgrundschule und ist an die Wasser- und Elektrizitätsversorgung angeschlossen.
Im September 2010 explodierte wenige Kilometer von Geçitli entfernt ein Sprengsatz. Dabei wurden neun Insassen eines Kleinbusses getötet. Bei den Bewohnern von Geçitli handelt es sich in der Mehrzahl um ehemalige Dorfschützer.